# Сукоб у Лезу
Акција српских снага безбедности против терориста ОВК у околини Призрена изведена је у периоду 1-3. септембар 1998. године. У оквиру ове акције нападнути су положаји ОВК у селима Лезу, Јешкову, Куштендилу, Љубичеву и Хочи Заградској. Највећи сукоб са терористима ОВК догодио се у селу Лез.

## Сукоб
У понедељак 31. августа, српске снаге су опколиле Лез, а уторак ујутро 1. септембра 1998, око 08:00 часова, почеле су да гранатирају положаје ОВК у брдима око села. Сељани су побегли у оближње Љубичево, док су припадници ОВК остали. Око 10:00 часова, снаге безбедности се приближавају положају ОВК на месту званом Livdahet te Lavdice. Једна граната је експлодирала у рову на овом положају и од ње гину четворица припадника ОВК. На истом положају у размени ватре са полицијом убијено је још 6 припадника ОВК. Поподне је у село ушла и група безбедносних снага из правца села Куштендила, претходно се сукобивши са групом ОВК у шуми изнад села при чему су ликвидирана тројица терориста. До краја акције погинула су још тројица припадника ОВК. У току ове успешно изведене акције против терориста у Лезу рањена су тројица полицајаца - Мирослав Ракоњац је рањен из аутоматског оружја око 14.00 часова, док су Мирољуб Ристић теже, а Ненад Алексић лакше рањени дејством терориста из аутоматског оружја, ручних бацача и минобацача око 16.20 часова.
Након овога, сукоби мањег интензитета наставили су се у околним призренским селима. И у овим окршајима ОВК је разбијена. Према албанским подацима, у сукобима у околини Призрена од 1. до 5. септембра, укључујући и сукоб у Лезу, погинуло је свеукупно 27 припадника ОВК.